# Cera di carnauba

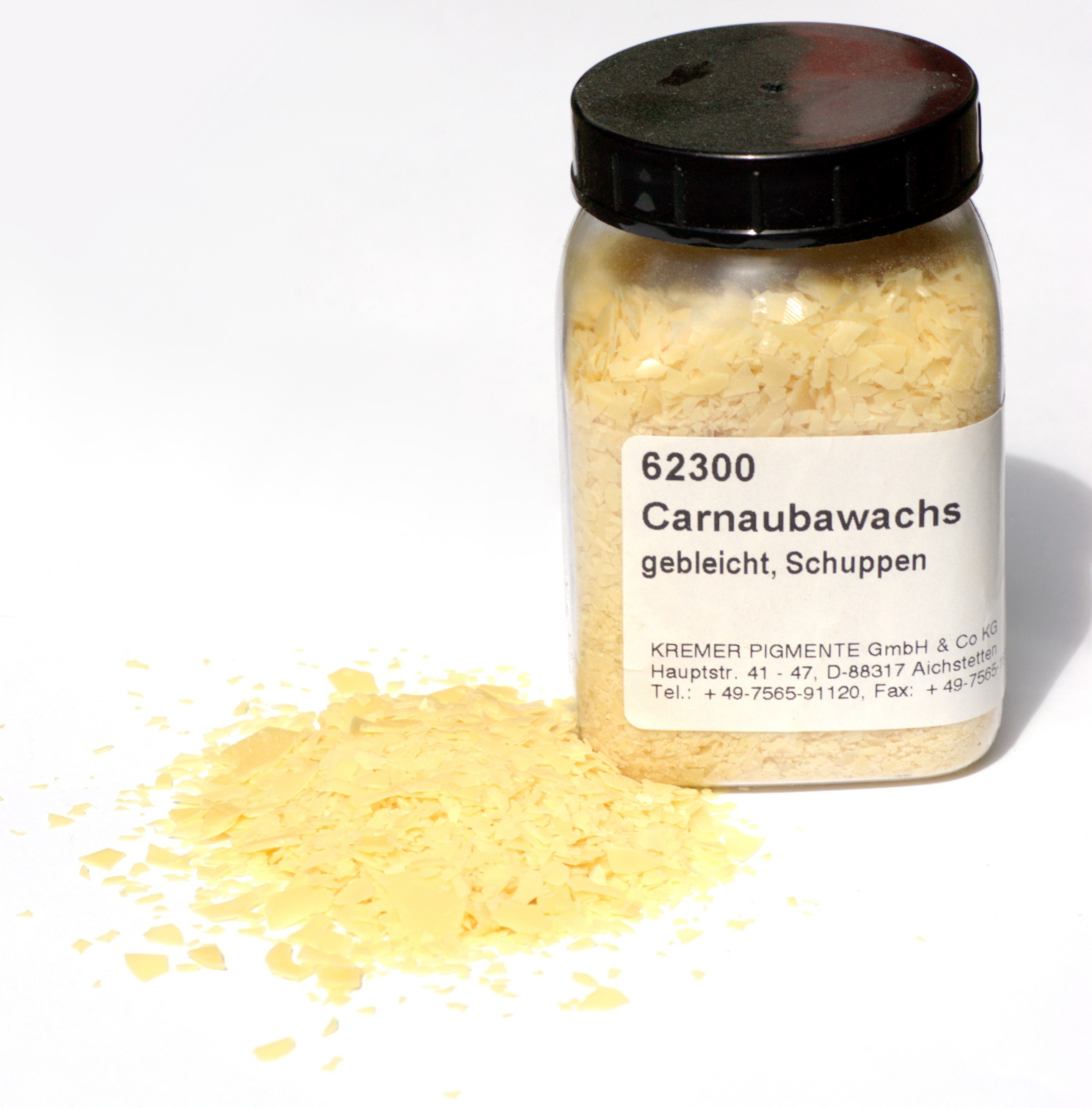
Cera di carnauba

La cera di carnauba è una cera che si ricava dalle foglie di una palma (Copernicia prunifera) che vengono raccolte durante la stagione arida, quando sono ancora chiuse e avvolte da un sottile strato di cera.

## Etimologia
Il nome deriva da quello di una popolazione indigena della regione nord-est del Brasile, dove questa palma è particolarmente diffusa.

## Composizione
La cera di carnauba contiene principalmente esteri di acidi grassi (80-85%), alcoli grassi (10-15%), acidi (3-6%) e idrocarburi (1-3%). 

## Classificazione
La cera di carnauba ottenuta artigianalmente è denominata "cera di origine" e classificata in tre tipi: gialla, sabbiosa e grassa. Quella "sabbiosa", di colore verde cenerino contiene in media il 6% di acqua; la cera "grassa" è di colore nero con tonalità verde e differisce da quella "sabbiosa" per non contenere acqua nella sua composizione. 
Nella produzione industriale si ottiene una cera di migliore qualità, denominata appunto cera industriale ed è classificata in tre tipi, rispettivamente in ordine di purezza, 1, 3 e 4.

## Utilizzo
La cera di carnauba è usata nelle cere per automobili, nei lucidi per le scarpe e nei lucidanti per pavimenti o per la lucidatura dei mobili, spesso mescolata con cera d'api.
Viene inoltre mescolata con cera vergine d'api e coloranti per la realizzazione di modelli da utilizzare nel campo della microfusione e fusione artistica. 
Viene utilizzata come agente distaccante nella produzione di manufatti in vetroresina.
È usata anche come agente lucidante nell'industria alimentare, in particolare in alcuni tipi di caramelle particolarmente lucide come le m&m's, gli Smarties gli Skittles e le tic tac, nelle Golia Bianca, nelle Fruit-tella, nelle Happy Cola della Haribo, nelle lunghissime liquirizie Kimono della Haribo, nelle Mentos, nelle BigBabol Full Fill, nelle Vigorsol Beats e in alcuni tipi di cioccolatini.  Tra gli additivi alimentari la sua sigla è E903.
Ha inoltre una funzione antiossidante.
Nell'industria cosmetica è usata come ingrediente di creme e rossetti mentre nell'industria farmaceutica trova applicazione nel rivestimento di pastiglie e capsule.
Inoltre, data la sua elevata resistenza termica, è la cera usata per la lucidatura delle pipe con fornello di legno.